# Paggese
Paggese is een plaats (frazione) in de Italiaanse gemeente Acquasanta Terme.